# Raita
Raita (anche Rava o Ravida) è un tipo di insalata vegetale con yogurt o curd (latte acido molto denso) tipica della cucina del subcontinente indiano.  Assai semplice, si basa su cetrioli, pomodori, cavolo bianco tagliati fini e conditi con yogurt, zenzero e sale.